# Andriy Rabiy

Bischofswappen von Andriy Rabiy

Andriy Rabiy (* 1. Oktober 1975 in Lwiw, Ukrainische SSR) ist ein ukrainischer Geistlicher und Weihbischof in der ukrainisch griechisch-katholischen Erzeparchie Winnipeg.

## Leben
Andriy Rabiy wurde am 15. November 1998 zum Diakon geweiht. Er empfing am 19. Dezember 2001 das Sakrament der Priesterweihe.
Am 8. August 2017 ernannte ihn Papst Franziskus zum Titularbischof von Germaniciana und zum Weihbischof in der ukrainisch griechisch-katholischen Erzeparchie Philadelphia. Die Bischofsweihe spendete ihm der Großerzbischof von Kiew-Halytsch der Ukrainischen Griechisch-Katholischen Kirche, Swjatoslaw Schewtschuk, am 3. September desselben Jahres im Eröffnungsgottesdienst der Bischofssynode der ukrainisch-katholischen Kirche in der Sankt-Georgs-Kathedrale in Lemberg. Mitkonsekratoren waren Metropolit Stephen Soroka und Bischof David Motiuk, Eparch der Eparchie Edmonton.
Mit den Rücktritt Stephen Sorokas am 16. April 2018 wurde er von Papst Franziskus für die bis zum 18. Februar 2019 andauernde  Sedisvakanz zum Apostolischen Administrator der Erzeparchie Philadelphia ernannt.
Am 10. November 2022 ernannte ihn Papst Franziskus zum Weihbischof in Winnipeg.